# 1935
1935 (MCMXXXV) a fost un an obișnuit al calendarului gregorian, care a început într-o zi de marți.

## Evenimente

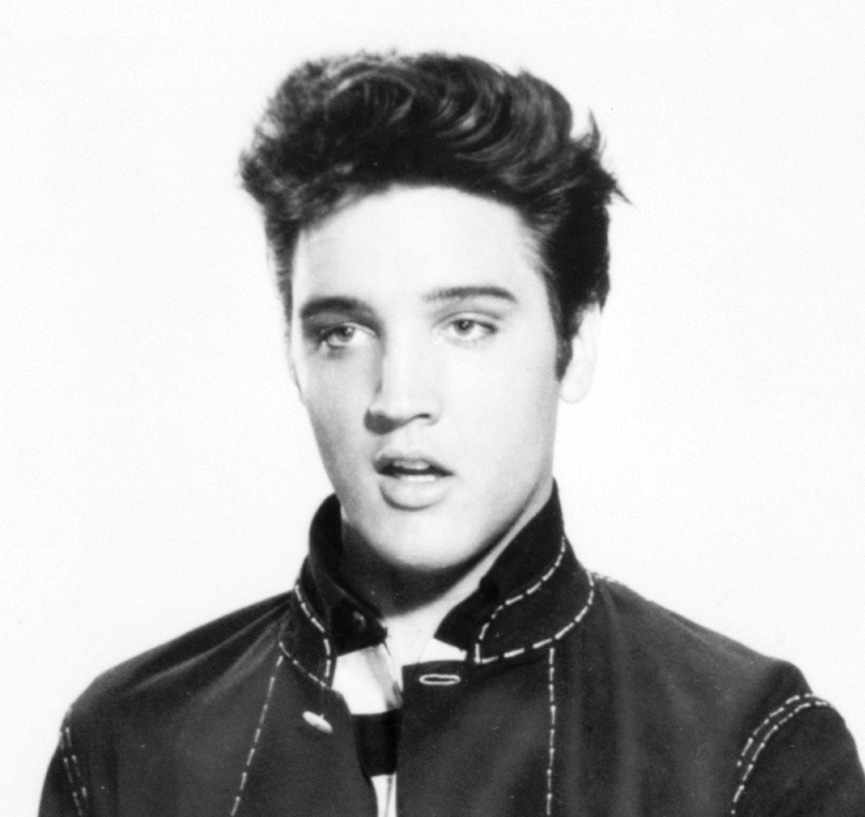
8 ianuarie: Se naște la Tupelo, Mississippi, Statele Unite, Elvis Presley, cunoscut și ca Regele Rock 'n' Roll-ului sau The King.

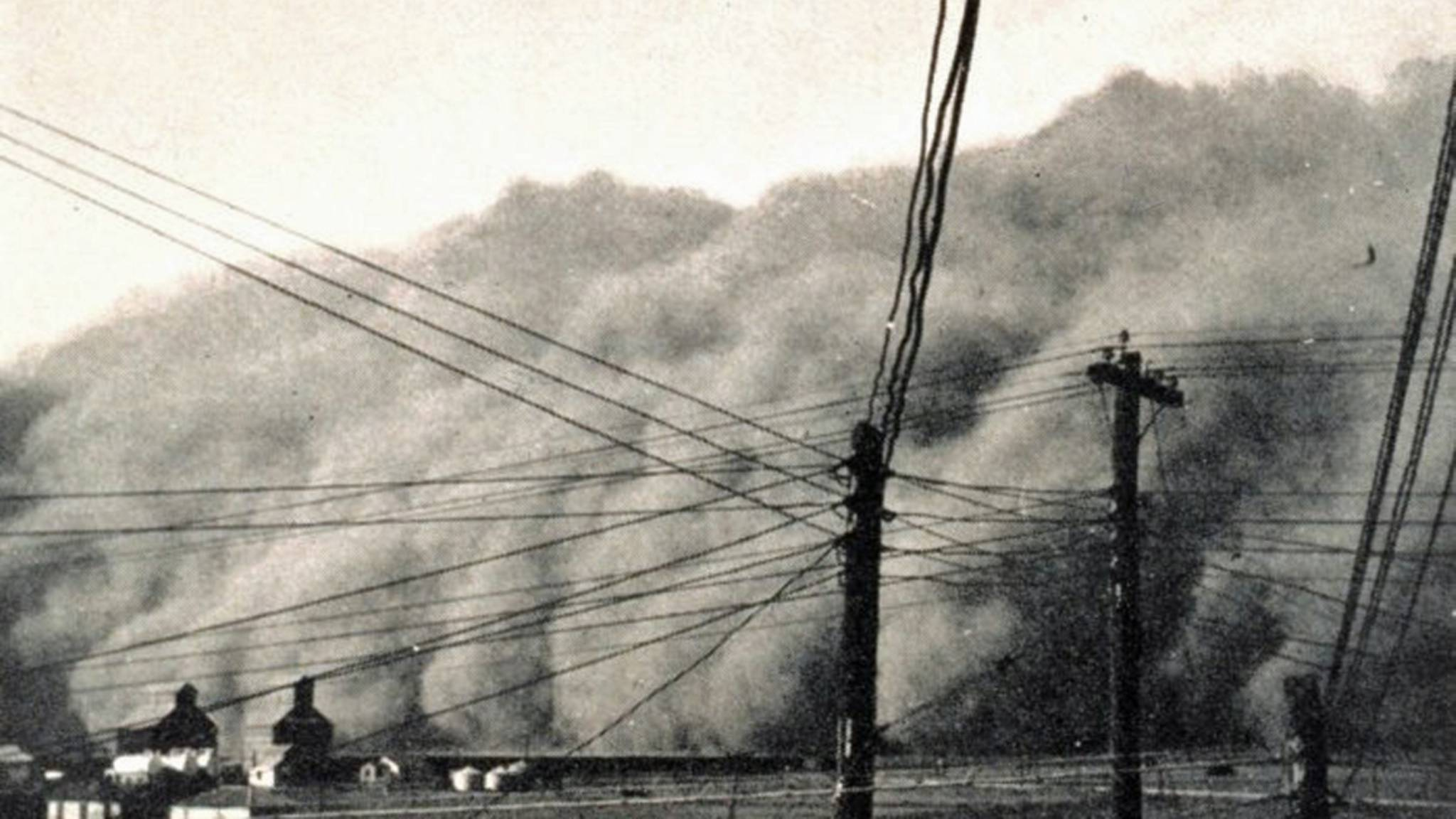
14 aprilie: Dust Bowl: Marea furtună de praf din America, cunoscută prin versurile lui Woody Guthrie. Cele mai lovite zone au fost estul statelor New Mexico și Colorado, și vestul statului Oklahoma.

15 septembrie: Se adoptă svastica ca drapel al Germaniei.

### Ianuarie
- 16 ianuarie: București: Are loc inaugurarea sălii cinematografului ARO (astăzi Patria), bloc construit de arhitectul Horia Creangă.

### Februarie
- 16 februarie: În România a fost adoptată Legea pentru înființarea Monetăriei Naționale. Se va inaugura, în prezența Regelui Carol al II-lea, la 16 decembrie 1935.

### Martie
- 16 martie: Adolf Hitler a anulat clauzele militare aferente Tratatului de la Versailles.

### Aprilie
- 14 aprilie: Dust Bowl: Marea furtună de praf din America, cunoscută prin versurile lui Woody Guthrie. Cele mai lovite zone au fost estul statelor New Mexico și Colorado, și vestul statului Oklahoma.

### Mai
- 29 mai: Nava franceză de pasageri, Normandie, își începe călătoria plecând din Le Havre. Va ajunge la New York după patru zile, trei ore și 14 minute, doborând recordul anterior deținut de Panglica albastră. Gigantul transatlantic va fi cel mai mare vas din lume timp de cinci ani.
- 30 mai: Orașul Quetta, capitala provinciei Belucistan (Pakistan), a fost distrusă de un cutremur, în care au murit peste 20.000 de oameni.

### Iunie
- 5 iunie: Corneliu Zelea Codreanu înființează Partidul "Totul pentru Țară", expresia politică a Mișcării Legionare.
- 14 iunie: În portul Constanța sosește vasul Prințesa Maria cu rămășițele pământești ale lui Dimitrie Cantemir și cu câteva arhive din Tezaurul României care a fost trimis la Moscova în timpul Primului Război Mondial (decembrie 1916). Arhivele au constat în registrele contabile ale unor bănci, state de servicii ale funcționarilor Ministerului Agriculturii, bancnote românești tipărite în 1917 la Moscova și nici un document istoric.

### Iulie
- 30 iulie: Cupa Davis: Marea Britanie învinge Statele Unite.

### Septembrie
- 15 septembrie: Liderul nazist, Adolf Hitler, anunță noi legi prin care evreii erau excluși din viața publică din Germania. Într-un discurs ținut la adunarea Partidului Nazist de la Nürnberg, Hitler decretează că evreii sunt supuși ai statului. Ca drapel al Germaniei se adoptă svastica.
- 17 septembrie: La Liga Națiunilor Unite, România este aleasă membru permanent în Consiliul Ligii.

### Octombrie
- 1 octombrie: A fost înființată Legația României în Chile; consul Nicolae Dianu.
- 3 octombrie: A început agresiunea Italiei împotriva Etiopiei.
- 5 octombrie: Italia atacă Abisinia (azi Etiopia). Societatea Națiunilor votează sancțiuni economice și financiare contra Italiei care vor fi ridicate la 4 iulie 1936.
- 20 octombrie: Comuniștii chinezi, conduși de Mao Tzedun, ajung în nord-vestul Chinei la capătul unui marș de 10.000 km de-a lungul țării.

### Decembrie
- 10 decembrie: Primăria orașului București ia hotărârea de a-l proclama pe George Enescu "cetățean de onoare".

### Nedatate
- martie: Președintele PNȚ, Ion Mihalache, îl exclude din partid pe Alexandru Vaida-Voievod pentru concepțiile sale de extremă dreapta.
- București: Inaugurarea celei de-a patra statui din fața Universității reprezentând pe matematicianul Spiru Haret și sculptată de Ion Jalea.
- Iran. Guvernul a cerut ca denumirea Iran să fie folosită în locul numelui Persia.
- O variantă a sintezei oxindolului pusă la punct de Julian, Pikl și G. Wantz.
- Pactul Hoare-Laval. Plan secret prin care i se oferea lui Benito Mussolini aproape întreg teritoriul Ethiopiei (Abisinia) în schimbul unui armistițiu în Războiul italo-etiopian.
- Scara Richter. Etalon folosit pentru măsurarea magnitudinii unui cutremur, introdus de seismologii americani Beno Gutenberg și Charles F. Richter.
- Se înființează organizația voluntară Alcoolicii Anonimi (AA). În prezent numără circa două milioane de membri.
- Se termină construcția Monumentului Eroilor Aerului din București, pe soclul căruia sunt încrustate numele aviatorilor căzuți la datorie, între 1912-1935.
- Tratatul naval anglo-german. Acord bilateral încheiat între Marea Britanie și Germania, prin care i se permitea Germaniei construirea unei flote maritime, limitată la 35% din mărimea flotei engleze.
- Twentieth Century-Fox Film Corp. Studio american de film înființat prin fuziunea dintre Twentieth Century Pictures și Fox Film Corp. În 1985 a fost revândut lui Rupert Murdoch.

## Arte, științe, literatură și filozofie
- 7 februarie: Stroe și Vasilache, celebrul cuplu de comici, prezintă în premieră Bing Bang, primul film sonor realizat la București cu o aparatură construită de inginerul român Iulian Gartenberg-Argani.
- 30 septembrie: la Boston, a avut loc premiera operei Porgy and Bess aparținând compozitorului american George Gershwin.
- 25 octombrie: a avut loc, la Opera Română, premiera operei bufe O noapte furtunoasă de Paul Constantinescu (libretul după comedia lui Ion Luca Caragiale), sub bagheta lui Ionel Perlea.
- Fizicianul canadian Arthur Jeffrey Dempster descoperă izotopul U-235 al uraniului, folosit mai târziu pentru realizarea bombei atomice.
- Lucian Blaga publică Orizont și stil.
- Pelicula It Happened One Night (S-a întâmplat într-o noapte) a obținut Premiul Oscar pentru cel mai bun film.

## Nașteri

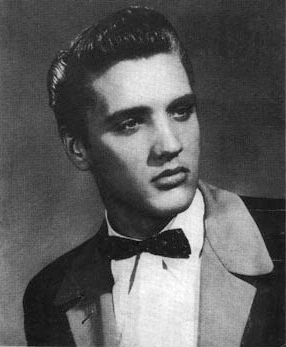
Elvis Presley, cântăreț și actor american
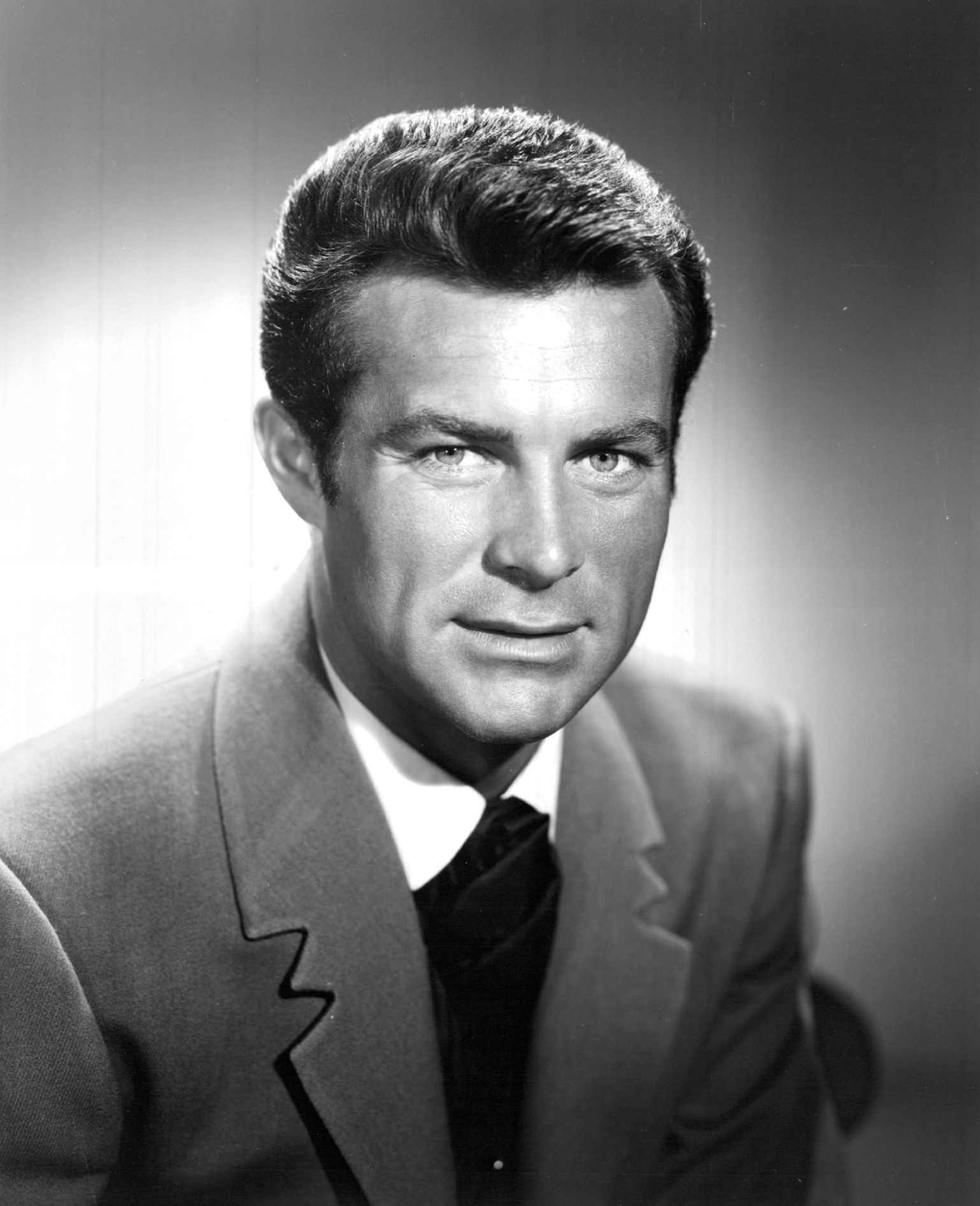
Robert Conrad, actor american
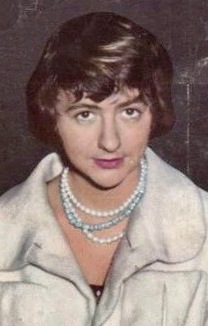
Françoise Sagan, scriitoare franceză
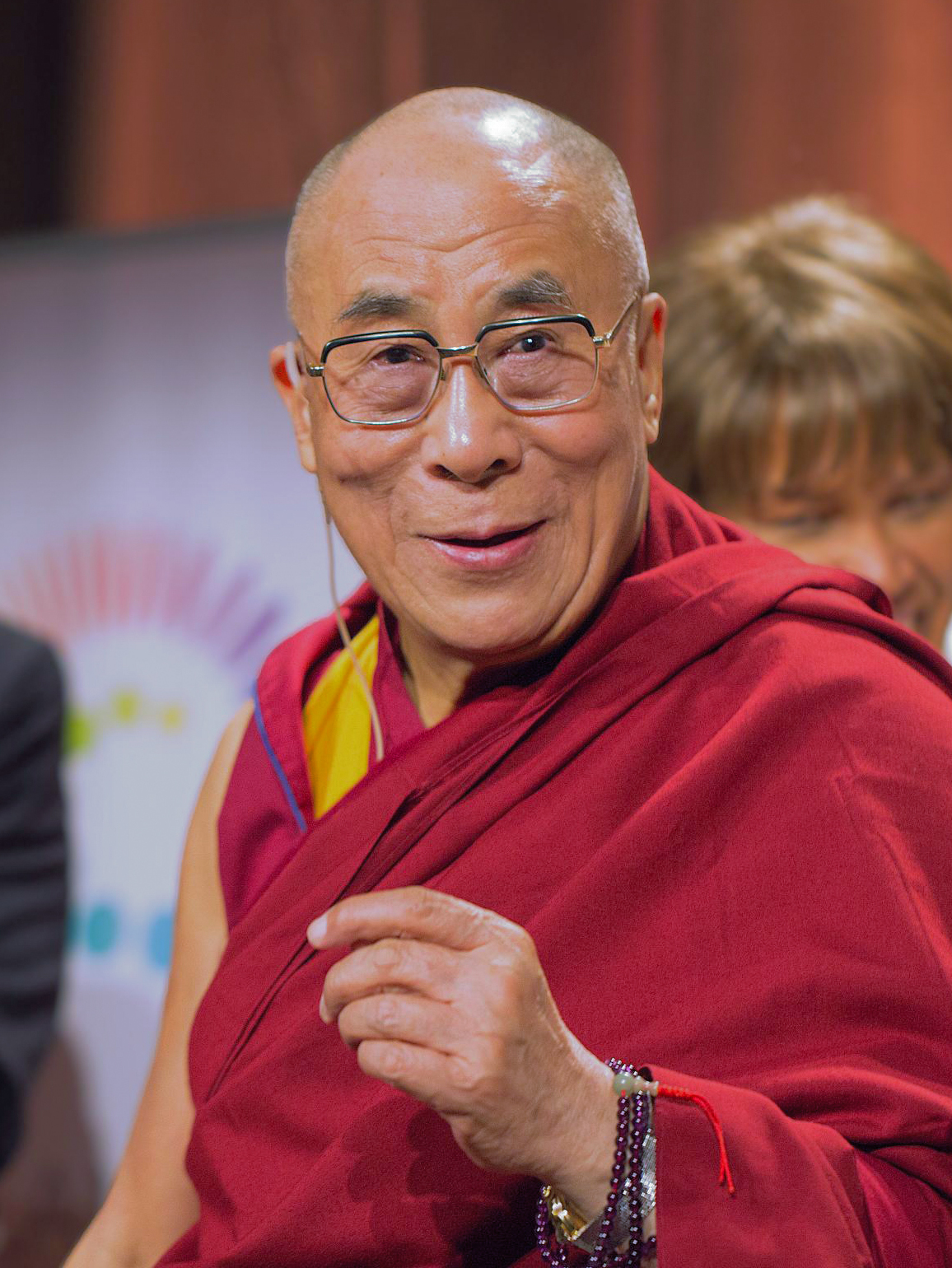
Tenzin Gyatso, al 14-lea Dalai Lama, laureat al Premiului Nobel

### Ianuarie
- 4 ianuarie: Floyd Patterson, boxer american (d. 2006)
- 8 ianuarie: Elvis Presley (Elvis Aaron Presley), cântăreț și actor american de film (d. 1977)

### Februarie
- 14 februarie: Grigore Vieru, poet din R. Moldova (d. 2009)
- 15 februarie: Roger Chaffee (Roger Bruce Chaffee), astronaut, ofițer naval, aviator, pilot de încercare și inginer aeronautic american (Apollo 1), (d. 1967)

### Martie
- 1 martie: Robert Conrad, actor american de film (d. 2020)
- 8 martie: Radu Ciobanu, scriitor român
- 15 martie: Aurel Șelaru, ciclist român (d. 2020)
- 27 martie: Abelardo Castillo, scriitor argentinian (d. 2017)
- 31 martie: Gabriel Adriányi, istoric maghiar, profesor la Universitatea din Bonn (d.2024)

### Aprilie
- 29 aprilie: Vasile Vetișanu, politician român (d. 2012)

### Mai
- 16 mai: Stein Mehren, poet și pictor norvegian (d. 2017)

### Iunie
- 2 iunie: Carol Ann Shields (n. Carol Ann Warner), scriitoare canadiană, laureată al Premiului Pulitzer (d. 2003)
- 10 iunie: Vic Elford, pilot englez de Formula 1 și de raliu (d. 2022)
- 13 iunie: Liudmila Ivanovna Cernîh, astronomă sovietică, rusă și ucraineană (d. 2017)
- 21 iunie: Françoise Sagan, scriitoare franceză (d. 2004)

### Iulie
- 6 iulie: Tenzin Gyatso, al 14-lea Dalai Lama, laureat al Premiului Nobel
- 18 iulie: Ioan Holender, impresar austriac de etnie română

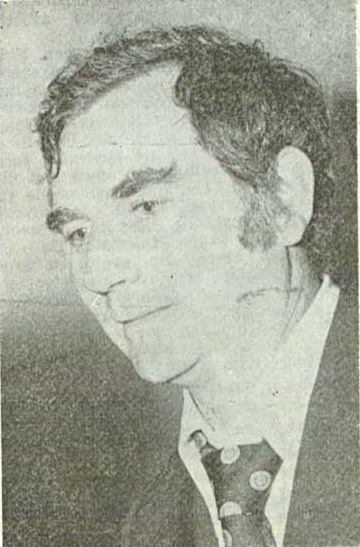
Dumitru Radu Popescu, scriitor, prozator, dramaturg, scenarist de film și academician român
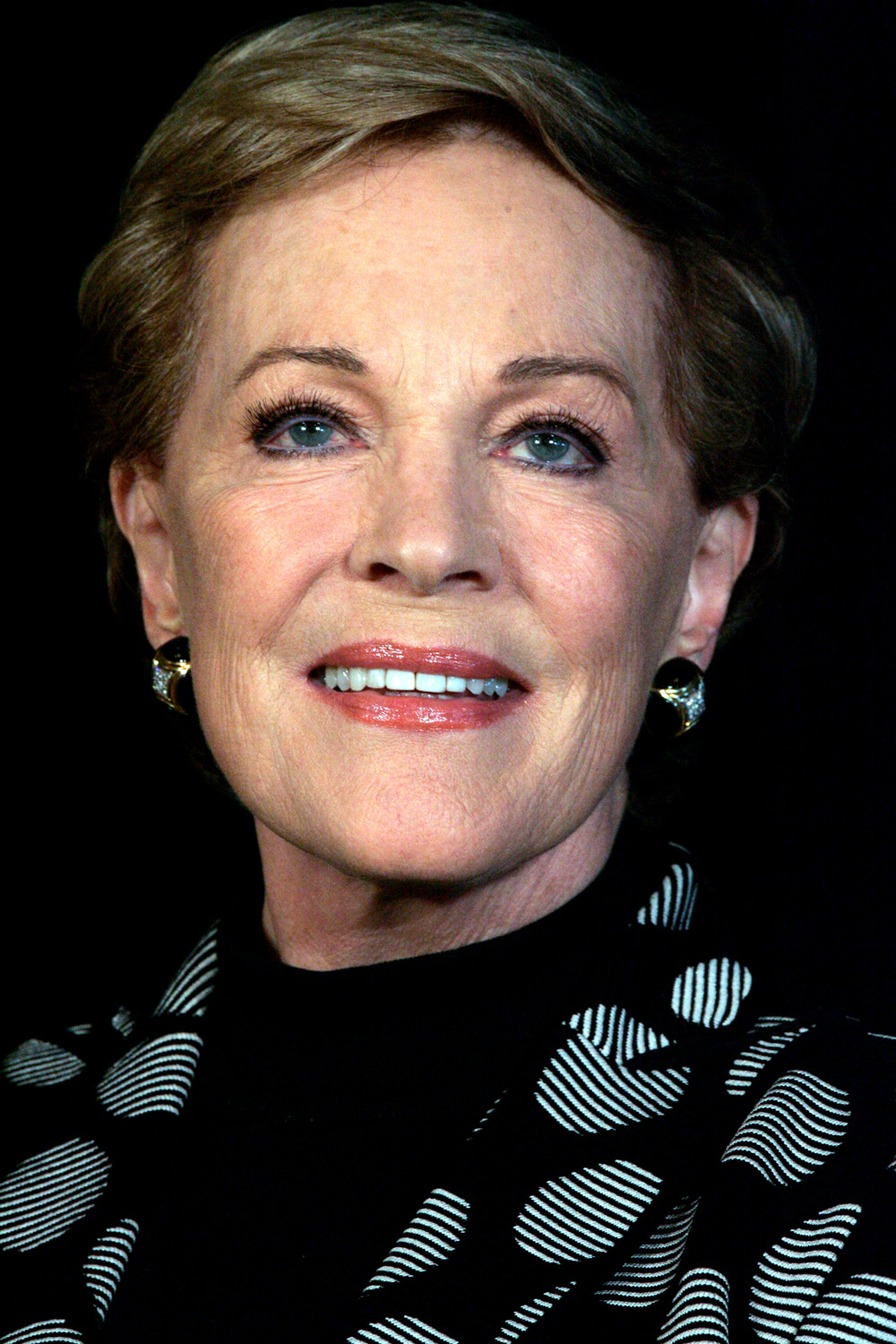
Julie Andrews, actriță, autoare și cântăreață britanică, laureată a Premiului Oscar
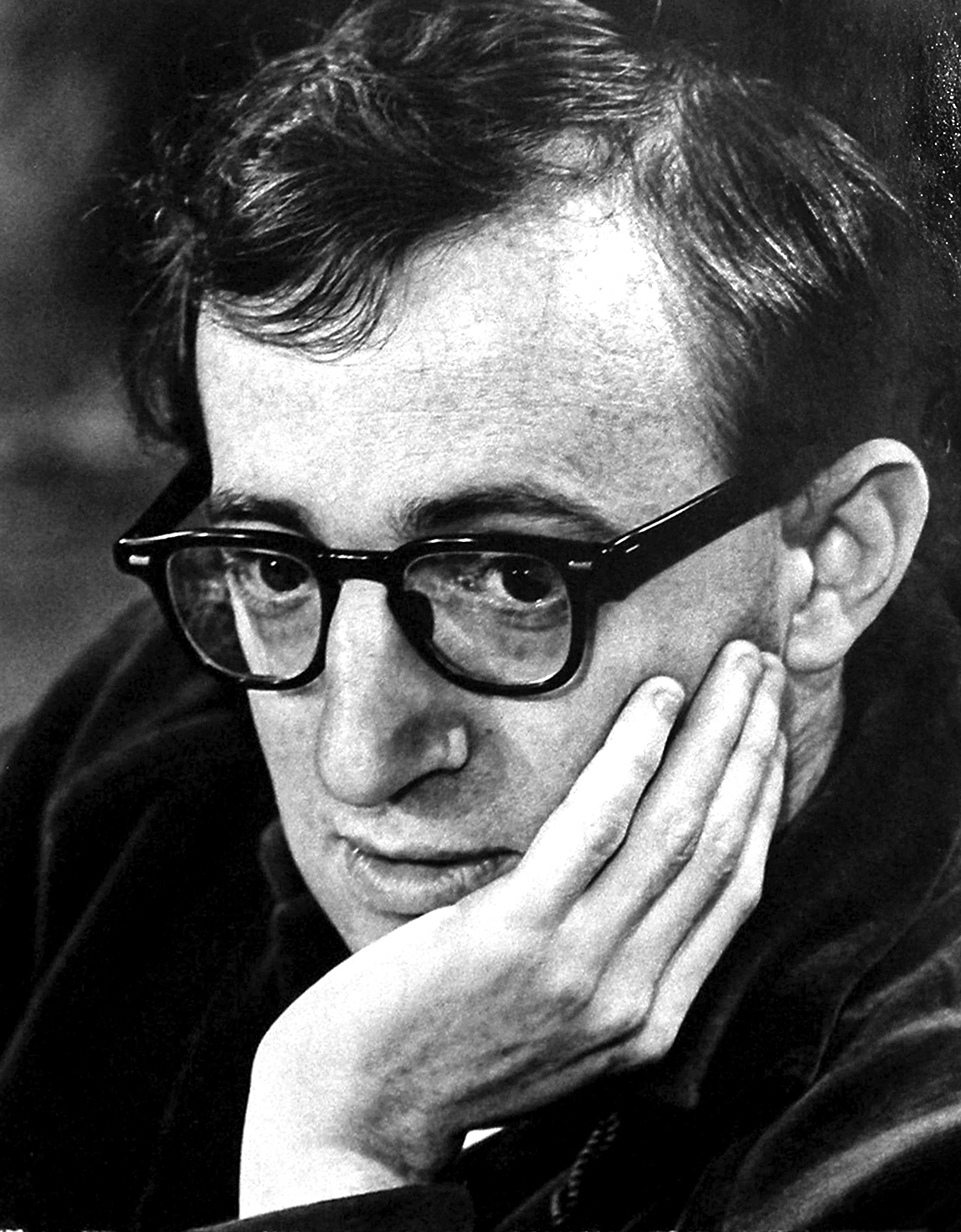
Woody Allen, regizor, comedian, scriitor și actor american
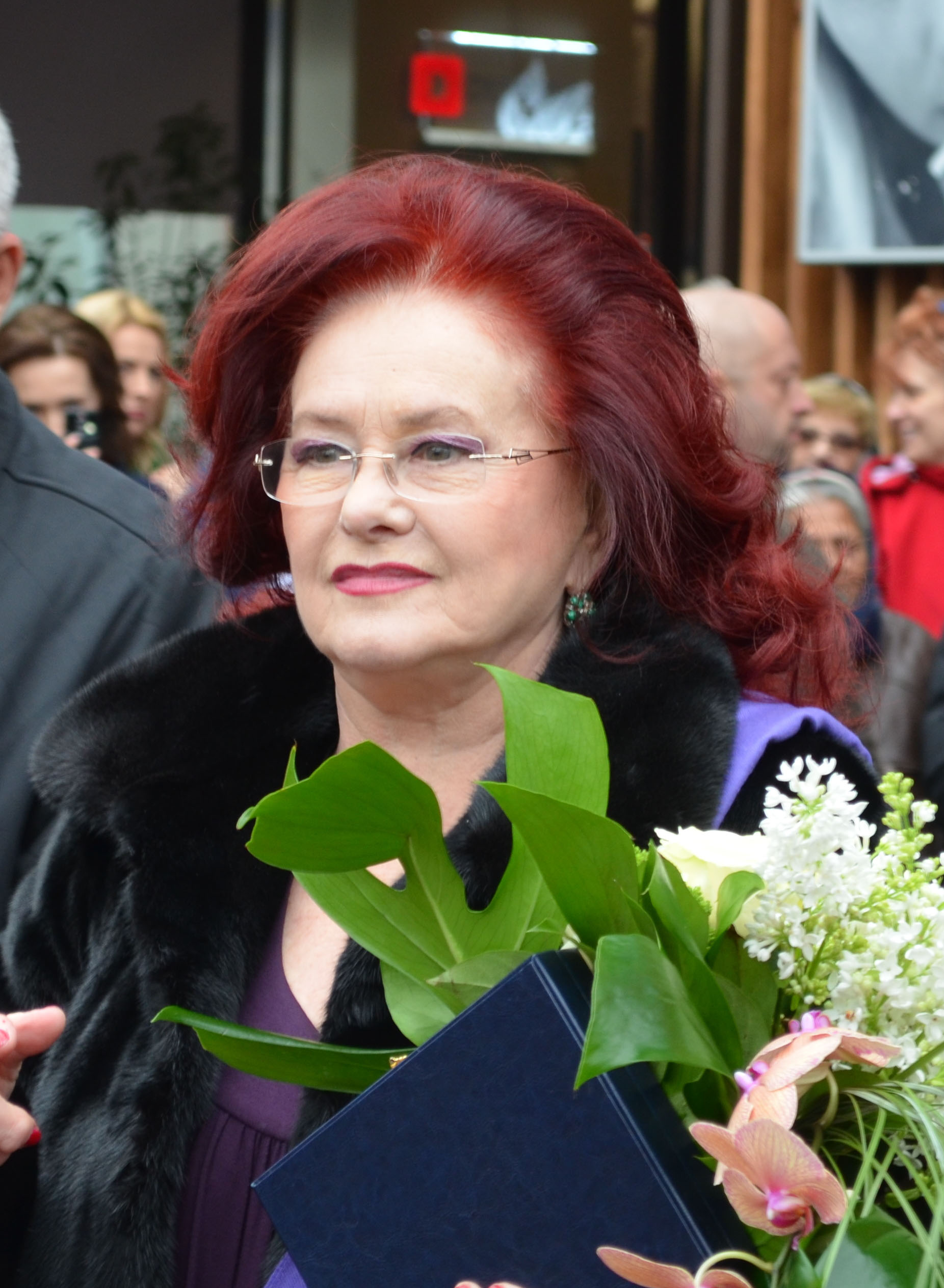
Stela Popescu, actriță română

### August
- 2 august: Ion Ungureanu, actor și regizor din R. Moldova (d. 2017)
- 3 august: Maria Bieșu, soprană din R. Moldova (d. 2012)
- 19 august: Dumitru Radu Popescu, scriitor, prozator, dramaturg, scenarist de film și academician român (d. 2023)

### Septembrie
- 11 septembrie: Arvo Pärt, compozitor estonian
- 12 septembrie: Harvey J. Alter, virusolog și medic american, laureat al Premiului Nobel (2020)
- 17 septembrie: Ken Kesey, scriitor american (d. 2001)

### Octombrie
- 1 octombrie: Julie Andrews (n. Julia Elizabeth Wells), actriță, autoare și cântăreață britanică, laureată a Premiului Oscar (1964)
- 2 octombrie: Paul Goma, scriitor român, refugiat politic la Paris, anticomunist, coliderul Mișcării pentru drepturile omului din 1977 în România (d. 2020)
- 7 octombrie: Livius Ciocârlie, critic literar, eseist și scriitor român
- 7 octombrie: Thomas Keneally, scriitor australian
- 9 octombrie: Gheorghe Munteanu, chimist (d. 2022)
- 12 octombrie: Luciano Pavarotti, solist italian de operă (tenor), (d. 2007)
- 18 octombrie: Peter Lawrence Boyle, actor american de film (d. 2006)
- 23 octombrie: Egon Franke, scrimer polonez (d. 2022)

### Noiembrie
- 1 noiembrie: Edward Wadie Said, scriitor palestinian (d. 2003)
- 14 noiembrie: Hussein I (n. Hussein ibn Talal), rege al Iordaniei (1952-1999), (d. 1999)
- 30 noiembrie: Trevor Blokdyk, pilot sud-african de Formula 1 (d. 1995)

### Decembrie
- 1 decembrie: Woody Allen (n. Allen Stewart Konigsberg), comedian, regizor, scriitor și actor american
- 2 decembrie: Nicolae Labiș, poet român (d. 1956)
- 13 decembrie: Reza Baraheni, scriitor, poet, critic și om politic iranian (d. 2022)
- 21 decembrie: Stela Popescu, actriță română de film, teatru, radio, revistă, televiziune, voce și vodevil (d. 2017)

## Decese
- 16 aprilie: Panait Istrati (n. Gherasim Istrati), 50 ani, scriitor român de limbă franceză (n. 1884)
- 12 mai: Józef Piłsudski (Józef Klemens Piłsudski), 67 ani, politician și comandant militar polonez, prim-ministru al Poloniei (1930), (n. 1867)
- 19 mai: T. E. Lawrence (Thomas Edward Lawrence), 46 ani, ofițer, arheolog, diplomat și scriitor britanic (n. 1888)
- 11 iunie: Endre Aczél (n. Ármin Adler), 70 ani, scriitor, jurnalist și redactor maghiar (n. 1865)
- 4 iulie: Mitropolitul Nectarie (n. Nicolae Cotlarciuc), 60 ani, cleric ortodox român, arhiepiscop al Cernăuților și mitropolit al Bucovinei (1924-1935), (n. 1875)
- 12 iulie: Alfred Dreyfus, 75 ani, ofițer francez de etnie evreiască (n. 1859)
- 6 august: George Vâlsan, 50 ani, geograf și etnograf român, membru titular al Academiei Române (n. 1885)
- 29 august: Astrid a Suediei (n. Astrid Sofia Lovisa Thyra), 29 ani, soția regelui Leopold al III-lea al Belgiei (n. 1905)
- 19 octombrie: Gib Mihăescu (n. Gheorghe Mihăescu), 41 ani, romancier, dramaturg român (n. 1894)
- 24 decembrie: Alban Berg (Alban Maria Johannes Berg), 50 ani, compozitor austriac (n. 1885)
- 25 decembrie: Paul Bourget, 83 ani, scriitor francez (n. 1852)

## Premii Nobel
- Fizică: James Chadwick (Regatul Unit)
- Chimie: Frédéric Joliot, Irène Joliot-Curie (Franța)
- Medicină: Hans Spemann (Germania)
- Literatură: O treime din premiul in bani a fost alocat Fondului Principal, iar celelalte două treimi au fost alocate Fondului Special aferent acestei categorii
- Pace: Carl von Ossietzky (Germania)